# Spółdzielnia Koronka-Bobowa
Spółdzielnia Koronka-Bobowa – spółdzielnia założona w Bobowej w 1949 roku zajmująca się produkcją i sprzedażą koronek klockowych, kilimów, gobelinów, sumaków i narzut.

## Historia

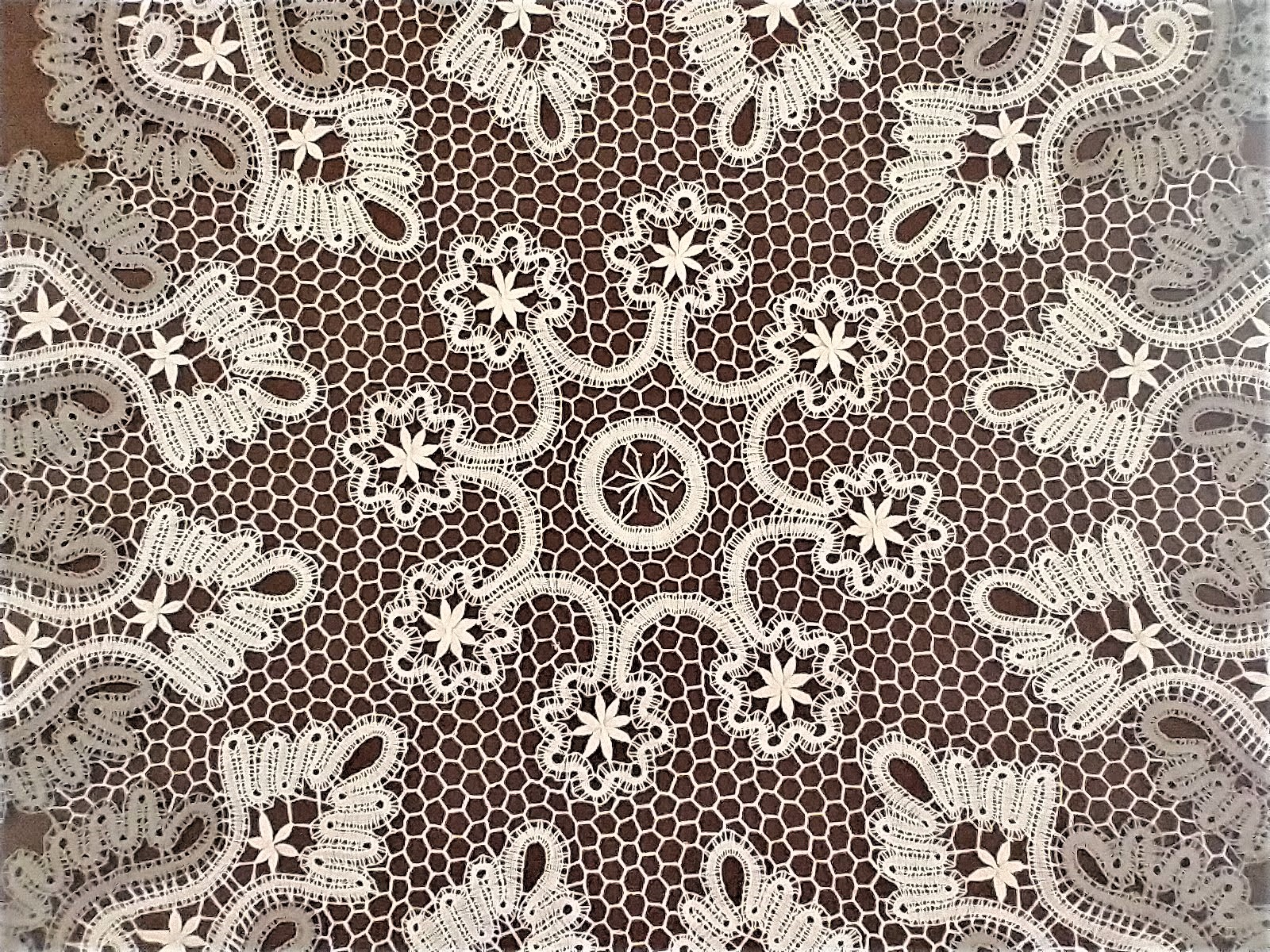
Koronka klockowa z Bobowej

5 maja 1949 roku odbyło się w Bobowej spotkanie założycielskie Spółdzielni Pracy Rękodzieła Ludowego i Artystycznego „Koronka” w Bobowej. Początkowo należało do niej 28 koronczarek. Spółdzielnia była członkiem Centrali Przemysłu Ludowego i Artystycznego.
W najlepszym okresie działalności Spółdzielni (lata 70. XX wieku) pracowało w niej 250 koronczarek, a 500 wykonywało koronki chałupniczo, w domach. W 1964 został oddany budynek produkcyjny mieszczący się przy ul. Kościelnej, a w 1969 kolejny przy ul. Grunwaldzkiej. Budynek farbiarni, tkalni i przędzalni zbudowano w 1972 roku w Jankowej.
Na początku lat 90. XX wieku sytuacja Spółdzielni była na tyle zła, że w czerwcu 1992 roku walne zgromadzenie podjęło decyzję o likwidacji Spółdzielni. Na wniosek Rady Spółdzielni likwidatorem został Jerzy Abram. Nie przystąpił on jednak do likwidacji, a opracował i zrealizował program naprawczy. W 1994 roku likwidacja została odwołana. W nowym zarządzie znaleźli się: Jerzy Abram, Helena Szwarga i Stanisława Gałysa. Ponieważ aby ratować Spółdzielnię w latach 90. budynki w Bobowej sprzedano, siedzibę Spółdzielni przeniesiono do Jankowej. W 2018 roku w Spółdzielnia liczyła 35 członków, a zatrudnionych było 15 osób. Obecnie (2022) siedziba Spółdzielni mieści się w Bobowej przy ulicy Węgierskiej 25.
O ile początkowo Spółdzielnia sprzedawała głównie koronki klockowe z czasem uruchomiono produkcję tkanin artystycznych: kilimów, gobelinów, sumaków i narzut dekoracyjnych.

## Zespół Pieśni i Tańca
Przy Spółdzielni od 1953 roku działał Zespół Pieśni i Tańca „Koronka”. Założyła go Zofia Wojna. Opiekunem artystycznym był kierownik szkoły w Siedliskach Tomasz Wysowski, a po nim Bogumiła Kowalska i Aniela Kołacz. Zespół wystąpił w filmie Andrzej Wajdy Wesele. Pod koniec lat 80. XX wieku, w związku z problemami finansowymi Spółdzielni, zawiesił działalność. Wznowił działalność w 2002 roku przy Centrum Kultury i Promocji Gminy Bobowa.

## Prezesi
- 1950–1951 Władysław Górski[1]
- 1951–1957 Zofia Wojna[1]
- 1957–1979 Andrzej Abram (1910–2001)[1]
- 1979–1983 Genowefa Sztaba[1]
- 1983–1992 Kazimierz Baran[1]
- 1992 Jerzy Abram[1]